# 杰苏阿尔多

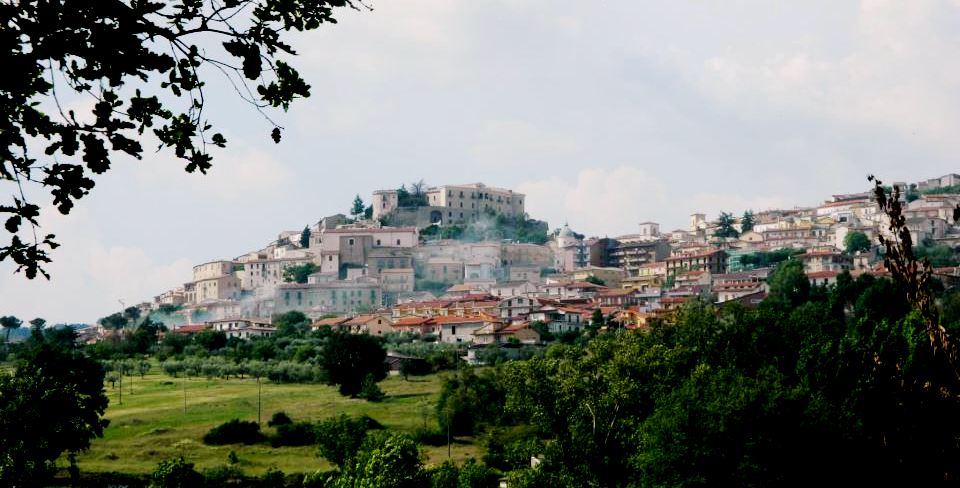
全景图

杰苏阿尔多（義大利語：Gesualdo）是意大利坎帕尼亞大區阿韋利諾省的市镇，距离那不勒斯90公里及罗马290公里。面积为27.34平方公里，人口数量为3,446人（2017年）。